# Associazione Calcio Padova 1947-1948
Questa pagina raccoglie i dati riguardanti l'Associazione Calcio Padova nelle competizioni ufficiali della stagione 1947-1948.

## Stagione
Il Padova nell'annata 1947-1948 si è classificato al primo posto nel campionato di Serie B - Girone B con 51 punti ed è stato promosso in Serie A.

## Rosa
| N. |                        | Ruolo | Calciatore             |
| -- | ---------------------- | ----- | ---------------------- |
|    | Italia (bandiera)      | P     | Mariano Faraone        |
|    | Italia (bandiera)      | P     | Albano Luisetto        |
|    | Italia (bandiera)      | D     | Silvio Arrighini       |
|    | Italia (bandiera)      | D     | Elvio Matè             |
|    | Italia (bandiera)      | D     | Guido Quadri           |
|    | Italia (bandiera)      | D     | Plinio Rolle           |
|    | Italia (bandiera)      | D     | Pietro Sforzin         |
|    | Italia (bandiera)      | D     | Gastone Zanon          |
|    | Inghilterra (bandiera) | A     | Charles Norman Adcock  |
|    | Jugoslavia (bandiera)  | A     | Aleksandar Arangelovic |

| N. |                   | Ruolo | Calciatore       |
| -- | ----------------- | ----- | ---------------- |
|    | Italia (bandiera) | A     | Dionigio Borsari |
|    | Italia (bandiera) | A     | Celestino Celio  |
|    | Italia (bandiera) | A     | Gino Colaussi    |
|    | Italia (bandiera) | A     | Giacomo Conti    |
|    | Italia (bandiera) | A     | Pietro Fiore     |
|    | Italia (bandiera) | D     | Mario Nicolè     |
|    | Italia (bandiera) | A     | Bruno Ruzza      |
|    | Italia (bandiera) | D     | Alfredo Schiavo  |
|    | Italia (bandiera) | A     | Giancarlo Vitali |

## Risultati

### Campionato

#### Girone di andata
| 5 dicembre 1947 1ª giornata | Padova | 4 – 1 | Pro Gorizia |  |

| 21 settembre 1947 2ª giornata | Prato | 1 – 1 | Padova |  |

| 5 ottobre 1969 3ª giornata | Bolzano | 2 – 1 | Padova |  |

| 24 agosto 4ª giornata | Padova | 3 – 1 | Mantova |  |

| 12 ottobre 1947 5ª giornata | Padova | 1 – 1 | SPAL |  |

| 19 ottobre 1947 6ª giornata | Centese | 0 – 3 | Padova |  |

| 26 ottobre 1947 7ª giornata | Piacenza | 1 – 0 | Padova |  |

| 2 novembre 1947 8ª giornata | Padova | 4 – 0 | Carrarese P. Binelli |  |

| 19 dicembre 1965 9ª giornata | Udinese | 0 – 1 | Padova |  |

| 23 novembre 1947 10ª giornata | Padova | 2 – 0 | Reggiana |  |

| 30 novembre 1947 11ª giornata | Venezia | 4 – 1 | Padova |  |

| 7 dicembre 1947 12ª giornata | Padova | 1 – 1 | Parma |  |

| 5 maggio 1946 13ª giornata | Cremonese | 1 – 0 | Padova |  |

| 20 ottobre 1946 14ª giornata | Padova | 3 – 1 | Treviso |  |

| 4 gennaio 1948 15ª giornata | Padova | 4 – 0 | Suzzara |  |

| 30 novembre 1975 16ª giornata | Verona | 0 – 0 | Padova |  |

| 5 ottobre 1947 17ª giornata | Padova | 2 – 1 | Pistoiese |  |

#### Girone di ritorno
| 15 febbraio 1948 18ª giornata | Pro Gorizia | 1 – 2 | Padova |  |

| 22 febbraio 1948 19ª giornata | Padova | 2 – 1 | Prato |  |

| 29 febbraio 1948 20ª giornata | Padova | 6 – 2 | Bolzano |  |

| 7 marzo 1948 21ª giornata | Mantova | 1 – 1 | Padova |  |

| 14 marzo 1948 22ª giornata | SPAL | 1 – 2 | Padova |  |

| 21 marzo 1948 23ª giornata | Padova | 2 – 1 | Centese |  |

| 28 marzo 1948 24ª giornata | Padova | 3 – 3 | Piacenza |  |

| 11 aprile 1948 25ª giornata | Carrarese P. Binelli | 0 – 4 | Padova |  |

| 17 aprile 1948 26ª giornata | Padova | 3 – 0 | Udinese |  |

| 25 aprile 1948 27ª giornata | Reggiana | 1 – 0 | Padova |  |

| 2 maggio 1948 28ª giornata | Padova | 2 – 0 | Venezia |  |

| 9 maggio 1948 29ª giornata | Parma | 0 – 0 | Padova |  |

| 23 maggio 1948 30ª giornata | Padova | 1 – 0 | Cremonese |  |

| 30 maggio 1948 31ª giornata | Treviso | 1 – 5 | Padova |  |

| 6 giugno 1948 32ª giornata | Suzzara | 1 – 2 | Padova |  |

| 13 giugno 1948 33ª giornata | Padova | 3 – 1 | Verona |  |

| 20 giugno 1948 34ª giornata | Pistoiese | 1 – 1 | Padova |  |

## Statistiche

### Statistiche di squadra
| Competizione       | Punti | In casa | In casa | In casa | In casa | In casa | In casa | In trasferta | In trasferta | In trasferta | In trasferta | In trasferta | In trasferta | Totale | Totale | Totale | Totale | Totale | Totale | DR  |
| Competizione       | Punti | G       | V       | N       | P       | Gf      | Gs      | G            | V            | N            | P            | Gf           | Gs           | G      | V      | N      | P      | Gf     | Gs     | DR  |
| ------------------ | ----- | ------- | ------- | ------- | ------- | ------- | ------- | ------------ | ------------ | ------------ | ------------ | ------------ | ------------ | ------ | ------ | ------ | ------ | ------ | ------ | --- |
| Serie B - girone B | 51    | 17      | 14      | 3       | 0       | 47      | 14      | 17           | 7            | 6            | 4            | 24           | 15           | 34     | 21     | 9      | 4      | 71     | 29     | +42 |

### Statistiche dei giocatori
| Giocatore      | Serie B  | Serie B |
| Giocatore      | Presenze | Reti    |
| -------------- | -------- | ------- |
| M. Faraone     | 1        | ?       |
| A. Luisetto    | 33       | ?       |
| S. Arrighini   | 34       | 2       |
| E. Matè        | 34       | 5       |
| G. Quadri      | 33       | 0       |
| P. Rolle       | 22       | 1       |
| P. Sforzin     | 32       | 0       |
| G. Zanon       | 24       | 0       |
| C.N. Adcock    | 33       | 17      |
| A. Arangelovic | 4        | 2       |
| D. Borsari     | 1        | 0       |
| C. Celio       | 33       | 4       |
| G. Colaussi    | 16       | 6       |
| G. Conti       | 9        | 4       |
| P. Fiore       | 18       | 10      |
| M. Nicolè      | 1        | 0       |
| B. Ruzza       | 14       | 1       |
| A. Schiavo     | 1        | 0       |
| G. Vitali      | 31       | 17      |